# Saint-Thomas Middle Island
Saint-Thomas Middle Island est l'une des quatorze paroisses de Saint-Christophe-et-Niévès. Elle est située sur l'île Saint-Christophe.

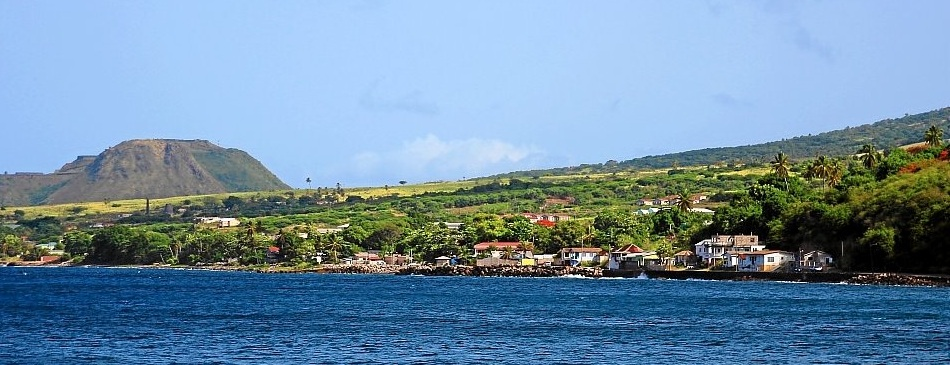
Old Road Town depuis Old Road Bay